# Malapalud
Malapalud est une localité de la commune d'Assens et une ancienne commune.

## Histoire
Malapalud est mentionné en 1776 (copie vidimée de 1429) sous le nom de Malapalud, soit « mauvais marais ». Au Moyen Âge, le village dépendait de la seigneurie de Bottens et l'abbaye de Montheron y possédait des biens. Le village passa sous la domination de Berne et Fribourg après 1475 et fut rattaché au bailliage commun d'Orbe-Échallens jusqu'en 1798. Il passa ensuite au district d'Échallens (1798-2006). Berne et Fribourg détinrent pendant tout l'Ancien Régime le fief et les droits de juridiction. L'assemblée des communiers administrait le village. Annexe de la paroisse d'Assens, Malapalud en suivit la destinée et demeura catholique après la Réforme. À l'écart des routes principales et de la ligne de chemin de fer Lausanne-Échallens-Bercher (1874), Malapalud est demeuré essentiellement rural. En 2000, sept exploitations agricoles (élevage principalement) offraient vingt-trois emplois. La société de laiterie est créée en 1947 ; on y trouvait également une scierie.
Le 1er janvier 2009, la commune de Malapalud a fusionné avec la commune d'Assens.

## Héraldique
| Armes de Malapalud | Les armes de la localité de Malapalud se blasonnent ainsi : D'azur à trois fasces ondées d'argent. |

## Géographie
Malapalud se situe sur la rive gauche du Talent, entre Assens et Echallens.

## Démographie
Malapalud compte 11 feux en 1764 puis 49 habitants en 1803, 58 en 1850, 58 en 1900, 58 en 1950, 51 en 1980 et 61 en 2000.